# Rzeczki (gmina)
Rzeczki – dawna gmina wiejska istniejąca do 1925 roku w woj. nowogródzkim/Ziemi Wileńskiej II Rzeczypospolitej (obecnie na Białorusi). Siedzibą gminy było miasteczko Rzeczki (269 mieszk. w 1921 roku).
Na samym początku okresu międzywojennego gmina Rzeczki należała do powiatu wilejskiego w woj. nowogródzkim. 13 kwietnia 1922 roku gmina wraz z całym powiatem wilejskim została przyłączona do objętej władzą polską Ziemi Wileńskiej.
Gminę zniesiono 1 stycznia 1926 roku, a jej obszar włączono do gmin Krzywicze, Kościeniewicze i Kurzeniec.

## Demografia
Według Powszechnego Spisu Ludności z 1921 roku gminę zamieszkiwało 5739 osób, 311 było wyznania rzymskokatolickiego, 5343 prawosławnego, 1 ewangelickiego, 1 bezwyznaniowiec, 83 mojżeszowego. Jednocześnie 2527 mieszkańców zadeklarowało polską, 3161 białoruską, 46 żydowską, 5 rosyjską przynależność narodową. Było tu 985 budynków mieszkalnych.